# العلاقات المكسيكية التوفالية
العلاقات المكسيكية التوفالية هي العلاقات الثنائية التي تجمع بين المكسيك وتوفالو.

## مقارنة بين البلدين
هذه مقارنة عامة ومرجعية للدولتين:
| وجه المقارنة                                              | المكسيك                                                                               | توفالو                         |
| --------------------------------------------------------- | ------------------------------------------------------------------------------------- | ------------------------------ |
| المساحة (كم2)                                             | 1.97 مليون                                                                            | 26                             |
| عدد السكان (نسمة)                                         | 130.53 مليون                                                                          | 11.19 ألف                      |
| الكثافة السكانية (ن./كم²)                                 | 66.26                                                                                 | 43.04 ألف                      |
| العاصمة                                                   | مدينة مكسيكو                                                                          | فونافوتي                       |
| اللغة الرسمية                                             | اللغة الإسبانية                                                                       | اللغة التوفالوية، لغة إنجليزية |
| العملة                                                    | بيزو مكسيكي                                                                           | دولار توفالو                   |
| الناتج المحلي الإجمالي (بليون دولار)                      | 1.15 تريليون                                                                          | 39.73 مليون                    |
| الناتج المحلي الإجمالي (تعادل القوة الشرائية) بليون دولار | 2.16 تريليون                                                                          | 38.93 مليون                    |
| الناتج المحلي الإجمالي الاسمي للفرد دولار أمريكي          | 9.01 ألف                                                                              | 3.29 ألف                       |
| الناتج المحلي الإجمالي للفرد دولار أمريكي                 | 17.32 ألف                                                                             | 3.77 ألف                       |
| مؤشر التنمية البشرية                                      | 0.756                                                                                 |                                |
| رمز المكالمات الدولي                                      | +52                                                                                   | +688                           |
| رمز الإنترنت                                              | .mx                                                                                   | .tv                            |
| المنطقة الزمنية                                           | منطقة زمنية وسطى، المنطقة الزمنية الجبلية، زمن منطقة المحيط الهادئ، منطقة زمنية شرقية | ت ع م+12:00                    |

## منظمات دولية مشتركة
يشترك البلدان في عضوية مجموعة من المنظمات الدولية، منها:
| علم المنظمة | اسم المنظمة                   | تاريخ انضمام المكسيك | تاريخ انضمام توفالو |
| ----------- | ----------------------------- | -------------------- | ------------------- |
|             | الاتحاد الدولي للاتصالات      | 1 يوليو 1908         | 15 أغسطس 1996       |
|             | مؤسسة التنمية الدولية         | 24 أبريل 1961        | 24 يونيو 2010       |
|             | يونسكو                        | 4 نوفمبر 1946        | 21 أكتوبر 1991      |
|             | منظمة حظر الأسلحة الكيميائية  | ?                    | ?                   |
|             | الأمم المتحدة                 | 7 نوفمبر 1945        | 5 سبتمبر 2000       |
|             | الاتحاد البريدي العالمي       | ?                    | ?                   |
|             | البنك الدولي للإنشاء والتعمير | 31 ديسمبر 1945       | 24 يونيو 2010       |

## وصلات خارجية
- موقع وزارة الخارجية المكسيكية